# Il mio Carso
Il mio Carso è l'opera principale dello scrittore triestino Scipio Slataper. È l'unico romanzo scritto dall'autore, riprendente anche brani pubblicati in precedenza; fu composto nel corso del 1911 durante un soggiorno nel paese carsico di Occisla e pubblicato l'anno successivo per le edizioni de La Voce.

## Tema
L'opera viene concepita come un'autobiografia lirica e si articola in tre parti corrispondenti a tre periodi della vita del protagonista-autore: l'infanzia, la giovinezza e la maturità. Momenti chiave del simbolismo del libro sono la discesa a Trieste e la salita sul Secchieta, che corrispondono a momenti di svolta nella vita di Scipio. Il punto centrale dell'opera è la disperazione per il suicidio della donna amata (Anna-Gioietta) e per la morte della madre. Per Slataper l'atto del suicidio toglie valore e senso a qualunque atto umano. Nonostante questo, dopo un lungo dramma interiore, la conclusione è positiva e si concretizza nell'ultima, bellissima pagina in cui viene condensato il messaggio del libro: anche se non esistono più valori assoluti che possano giustificare e dare un senso alla vita e alle azioni degli uomini il protagonista sceglie di andare avanti ugualmente e di accettare l'esistenza così com'è in base ai principi del volontarismo etico. Gioietta ha fatto la sua scelta che non è in nessun modo da condannare, Scipio invece in maniera altrettanto legittima sceglie di «amare e lavorare».
Emerge da alcuni passi di quest'opera una netta contrapposizione tra il Carso (e la natura più in generale), descritto come ambiente vivo, sano e primitivo, e la città, luogo di corruzione e malattia.
Lo stile è riconducibile al frammentismo lirico tipico dei vociani, con punte di lirismo nella prima e nella terza parte. Il periodare è secco, asciutto e prevalentemente paratattico.
La lingua è piuttosto varia e si serve sovente di espressioni dialettali e di forzature grammaticali.

## Edizioni
- Il mio Carso, Collezione Quaderni della Voce n.20, Firenze, Libreria della Voce, maggio 1912, I ed..
- Il mio Carso, 2ª ed., Firenze, Libreria della Voce, 1916.
- Il mio Carso, 3ª ed., Firenze, Libreria della Voce, 1918.
- Il mio Carso, 4ª ed., Roma, La Voce, 1920.
- Il mio Carso, Collana Libri della Vittoria, Firenze, Vallecchi Editore, 5 ed., 1933; 6 ed., 1943.
- Il mio Carso, edizione riveduta sul testo originale a cura di Giani Stuparich, Collezione I quaderni dello 'Specchio', Milano, Arnoldo Mondadori Editore, 1958; II ed., 1962.versione Epub in LiberLiber
- Il mio Carso, Collezione i gabbiani, Milano, Il Saggiatore, 1965.
- Il mio Carso, a cura di Federico Codignola, La Nuova Italia, 1970.
- Il mio Carso, Prefazione di Carolus Cergoly, Collana Universale letteratura, Roma, Editori Riuniti, 1982.
- Il mio Carso, Collana Classici, Milano, BUR, 1989, ISBN 978-88-17-16732-1. II ed., Collana La Scala, BUR, Milano, 2000, ISBN 978-88-17-20283-1.
- Il mio Carso, Collana 900 italiano, Firenze, Giunti, 1995.
- Il mio Carso, Introduzione di Giulio Cattaneo, Collana I Grandi Romanzi, Milano, BUR, 2003, ISBN 978-88-17-06149-0.
- Il mio Carso, a cura di T. Gurrieri (illustrato da R. Mastai), Collana Classici, Firenze, Barbès, 2009, ISBN 978-88-62-94112-9.
- Il mio Carso. La redazione autografa unitaria dell'Archivio di Stato di Trieste confrontata con l'edizione della «Voce» del 1912, a cura di R. Norbedo, Istituto Veneto di Scienze, 2009, ISBN 978-88-95-99610-3.
- Il mio Carso, prefazione di Diego Zandel, Milano, Mursia, 2011, ISBN 978-88-42-54734-1.
- Il mio Carso, prefazione e note a cura di Anna Storti, Collana L'Elleboro Verde, Trieste, Transalpina Editrice, 2015, ISBN 978-88-88-28116-2.
- Il mio Carso, edizione critica a cura di Roberto Norbedo, Collezione di opere inedite o rare della Commissione per i testi di lingua, Bologna, Pàtron editore, 2019, ISBN 9788855534567.